# Dr. Herman Green
Dr. Herman Green (1930, Memphis, Tennessee) es un saxofonista estadounidense que comenzó su carrera junto a músicos de la talla B.B. King, John Coltrane, Dave Brubeck y Miles Davis. Le fue concedido el Lifetime Music Achievement Award de mano de la National Academy of Recording Arts and Science, además de una Nota Musical conmemorativa en el Paseo de la Fama de Beal Street en Memphis, Tennessee.

## Carrera
Dr. Herman Green hizo sus primeras actuaciones a los 15 años con la Newborn Family en el Handy Park de Beale Street (Memphis). Allí conoció a B.B. King, quien le contrató para tocar en su banda en 1947. Dr. Herman Green fue saxofonista del show que B.B. King tenía en la WDIA, una cadena de radio que pasó a la historia por ser la primera cuya programación estaba dirigida al público afroamericano. 
En 1948 se unió a la banda de Al Jackson, un número permanente de The Palace Theater, y entrada la década de los 50 comenzó a tocar con Willie Mitchell y Phineas Newborn en el Plantation Inn., un club de West Memphis. A su vuelta del servicio militar hizo una escala en San Francisco, donde trabajó en los clubs de Jazz The Jazz Workshop y el Black Hawk. Fue en ese último donde compartió escenario con artistas como Miles Davis y Dave Brubeck, representantes del estilo musical conocido como West Coast Jazz.
Mientras era líder de la banda del club Box City, contrató a Dinah Washington, quien se acabaría convirtiendo en “The Queen of Blues”. Pero su etapa en la Costa Oeste finaliza en 1958, cuando se mudó de San Francisco a Nueva York para unirse a la big band de Lionel Hampton.
En 1968 vuelve a Memphis y comienza a trabajar como músico de sesión en los estudios Hi y Stax, donde graba, entre otros artistas, con Isaac Hayes. Dr. Herman Green ha sido jefe de estudios de Jazz en el Lemoyne-Owen College de Memphis. Le fue concedido un galardón por su carrera en 2009 por parte de la National Academy of Recording Arts and Science, entidad que le concedió el Lifetime Music Achievement Award. Dr. Herman Green tiene su propia Nota Musical en el Paseo de la Fama de Beale Street y, desde 1991 hasta el día de hoy, sigue en activo con la Freeworld, banda con la que continúa tocando cada domingo en el Blues City Café de Beale Street.

## Contexto e Influencias

### Beale Street
En la década de 1960, Beale Street, en Memphis, Tennessee, comenzó a convertirse en el lugar de encuentro de músicos itinerantes afroamericanos. Transformada de barrio de clase media-alta de raza blanca, a calle comercial de afroamericanos por Robert R. Church, Beale Street fue una respuesta a la segregación; un enclave social y cultural para los ciudadanos negros. Robert R. Church construyó el Church Park and Auditorium y la calle se fue llenando de clubs nocturnos en los que diferentes estilos musicales tenían cabida. Los ritmos y los espirituales procedentes de las plantaciones de algodón estadounidenses se mezclaron con los nuevos sonidos de Beale Street y como resultado de esa mezcolanza nació el Blues tal como se conoce hoy. 
La calle, designada enclave histórico por el National Register of Historic Places, fue durante décadas y hasta los años 60 del siglo pasado un punto de reunión y de actuaciones de músicos que más tarde se convirtieron en leyenda. En ella se encuentra el parque Handy Park, bautizado así por W. C. Handy, “The Father of Blues”, y ha visto tocar a artistas como el mismo W.C. Handy o B.B. King, entre otros muchos. Handy Park continúa siendo hoy en día un espacio en el que músicos emergentes tocan al aire libre y la calle Beale sigue albergando clubs en los que se puede disfrutar de música en directo. Uno de ellos, el Blues City Café and Box Band, donde Dr. Herman Green actúa con su banda: Freeworld.

### West Coast Jazz
Es un estilo desarrollado por músicos de California entre 1950 y 1960. Mientras que el Jazz denotaba improvisación, el West Coast Jazz mostraba más armonía y composición. Dr. Herman Green fue partícipe de la emergencia de esa nueva corriente mientras trabajaba en los clubs de San Francisco, llegando a tocar con los referentes del estilo.

## Discografía
- 2001. Herman Green and The MBJQ. Hernando Street Blues. (Supreme Recordings)

- Créditos[7]